# فورتينت
فورتينت (بالإنجليزية: Fortinet) هي شركة أمريكية متعددة الجنسيات مقرها في سانيفال، كاليفورنيا. تقوم بتطوير وتسويق منتجات وخدمات الأمن السيبراني، مثل جدران الحماية ومكافحة الفيروسات ومنع التطفل وأمن نقطة النهاية.
تأسست فورتينت في عام 2000 على يد الأخوين كين زيه ومايكل زيه. كان أول منتج للشركة هو جدار حماية وسُميَّ «فورتي جيت» (بالإنجليزية: FortiGate). أضافت الشركة لاحقًا حماية لنقاط الوصول اللاسلكية، وملعب الحاسوب، وأمن الرسائل.
بحلول عام 2004، جمعت فورتينت أكثر من 90 مليون دولار من التمويل. وطُرحت الشركة للاكتتاب العام في نوفمبر 2009، حيث جمعت 156 مليون دولار من خلال طرح عام أولي.
في عام 2016، أصدرت فورتينت بنية النسيج الأمني الخاصة بها والتي تضمنت التكامل والأتمتة مع أجهزة أمان الشبكات الأخرى والموردين الخارجيين. جرى تكييف المنتج لاحقًا ليشمل إمكانيات السحابة المتعددة وإنترنت الأشياء.[بحاجة لمصدر]

## تاريخ الشركة

### التاريخ المبكر
قبل ظهور شركة فورتينت، أسس كين زيه وعمل كمدير تنفيذي لشركة نيت سكرين (بالإنجليزية: NetScreen Technologies)، وهي شركة استحوذت عليها جونيبر نتوركس (بالإنجليزية: Juniper Networks) في عام 2004. عمل مايكل زي كمدير تنفيذي لشركة سيرف جيت (بالإنجليزية: ServeGate). وفي عام 2000، شاركا في تأسيس شركة أبلايجيشن إنك (بالإنجليزية: Appligation Inc). وتغيَّر اسم الشركة إلى أبسكيور (بالإنجليزية: ApSecure) في ديسمبر 2000 ثم أُعيد تسميتها مرة أخرى إلى فورتينت، بناءً على عبارة "Fortified Networks".

### النمو والتوسع
أصبحت فورتينت مربحة في الربع الثالث من عام 2008. في وقت لاحق من ذلك العام، استحوذت الشركة على الملكية الفكرية لـ أي بي لوكس (بالإنجليزية: IPLocks)، وهي شركة تدقيق وأمن قواعد البيانات. في أغسطس 2009، واستحوذت على الملكية الفكرية والأصول الأخرى لشركة وُفين سيستمز (بالإنجليزية: Woven Systems)، وهي شركة تبديل إيثرنت.
وفقًا لشركة أبحاث السوق IDC، بحلول نوفمبر 2009، استحوذت فورتينت على أكثر من 15 بالمائة من سوق إدارة التهديدات الموحدة. أيضًا في عام 2009، وضعت بطاقة التقرير السنوي المستندة إلى الاستقصاء لمجلة CRN فورتينت في المرتبة الأولى في أجهزة أمان الشبكة، بعد أن كانت السابعة في عام 2007.
في نوفمبر 2009، كان لدى فورتينت طرح عام أولي، حيث خططت الشركة لجمع 52.4 مليون دولار من خلال بيع 5.8 مليون سهم. تم بيع أكثر من 6 ملايين سهم من قبل المساهمين. قبل اليوم الأول من التداول مباشرة، رفعت فورتينت سعر السهم من 9 دولارات إلى 12.50 دولارًا وارتفع السعر في السوق إلى 16.62 دولارًا. بحلول نهاية اليوم الأول من التداول، كانت الشركة قد جمعت 156 مليون دولار من التمويل.
بحلول عام 2010، كان لدى فورتينت 324 مليون دولار من الإيرادات السنوية  واحتلت الحصة الأكبر من سوق إدارة التهديدات الموحدة وفقًا لمؤسسة IDC.
قامت الشركة بأربع عمليات استحواذ ملحوظة من 2012 إلى 2016. استحوذت الشركة على خدمة استضافة التطبيقات أكس دي أن (بالإنجليزية: XDN) (المعروفة سابقًا باسم 3Crowd) في ديسمبر 2012،  نقطة ذئب (بالإنجليزية: Coyote Point) في 2013،  وشركة أجهزة شبكات وايفاي ميرو (بالإنجليزية: Wi-Fi Meru Networks) في عام 2015. في يونيو 2016، استحوذت فورتينت على شركة أكسل أوبس (بالإنجليزية: AccelOps) لأمن تكنولوجيا المعلومات، وبائع برامج المراقبة والتحليل.

### التاريخ الحديث
في يوليو 2014، أعلنت فورتينت عن برنامج شهادة فنية يسمى برنامج خبير أمن الشبكات (بالإنجليزية: Network Security Expert (NSE)). في مارس 2016، وأطلقت أكاديمية لأمن الشبكات للمساعدة في ملء وظائف الأمن السيبراني المفتوحة في الولايات المتحدة، حيث تبرعت الشركة بالمعدات وقدمت معلومات للجامعات للمساعدة في تدريب الطلاب على الوظائف في هذا المجال. أيضًا في عام 2016، كما أطلقت برنامجًا يسمى فورتي فيت (بالإنجليزية: FortiVet) لتجنيد قدامى المحاربين العسكريين لوظائف الأمن السيبراني.
في يناير 2017، أُعلن أن فيليب كواد، العضو السابق في وكالة الأمن القومي، سيصبح مسؤول أمن المعلومات الرئيسي للشركة. في نهاية عام 2017، أعلنت شركة فورتينت عن تحقيق إيرادات بقيمة 416.7 مليون دولار، بزيادة قدرها 15 بالمائة عن العام السابق. في يونيو 2018، استحوذت على شركة برادفورد ناتوركس (بالإنجليزية: Bradford Networks)، وهي شركة لتصنيع أنظمة التحكم في الوصول وحلول أمان إنترنت الأشياء. في أكتوبر 2018، استحوذت على زون فوكس (بالإنجليزية: ZoneFox)، وهي شركة لتحليل التهديدات. في يناير 2019، تم الإعلان عن مشاركة فورتينت ومؤسسها كين زيه في المنتدى الاقتصادي العالمي السنوي الذي سيعقد في دافوس، سويسرا.
في سبتمبر 2019، قامت شركة فورتينت بتسوية دعوى قضائية للمبلغين عن المخالفات بشأن ما وصفته الشركة بأنه «حادثة منعزلة» لمبيعات معدات صينية الصنع تم تسميتها بشكل خاطئ عن عمد إلى المستخدمين النهائيين للحكومة الأمريكية. في أواخر عام 2019، استحوذت فورتينت على إنسيلو وسيبر سبونس (بالإنجليزية: enSilo & CyberSponse). أيضًا في عام 2019، حصل فورتي غايت أس دي وان(بالإنجليزية: FortiGate SD-WAN) والجيل القادم من جدار الحماية (بالإنجليزية: Next Generation Firewall) على تصنيف «موصى به» من أن أس أس لابز(بالإنجليزية: NSS Labs) .
في يوليو 2020، تمكنت من الاستحواذ على شبكات OPAQ  وهو مزود سحابي لخدمات الوصول الآمن (SASE) ومقره في هيرندون، فيرجينيا.

## المنتجات والأبحاث

### منتجات
أصدرت فورتينت أول منتج لها، فورتغايت، وهو جدار ناري، في عام 2002، تلاه برنامج مكافحة البريد الإلكتروني العشوائي ومكافحة الفيروسات. تم تحديثه لاستخدام بنية الدوائر المتكاملة الخاصة بالتطبيق (ASIC). استخدمت الشركة ASIC في العديد من منتجاتها، بما في ذلك دعم ميزات أس دي وان الخاصة بها.
في البداية، كان فورتغايت منتجًا ماديًا مثبتًا على حامل ولكنه أصبح متاحًا لاحقًا أيضًا جهازًا افتراضيًا يمكن تشغيله على منصات افتراضية مثل «في موار في سفير» (بالإنجليزية: VMware vSphere).
قامت فورتينت لاحقًا بدمج عروض أمان الشبكة الخاصة بها، بما في ذلك جدران الحماية وبرامج مكافحة البريد العشوائي ومكافحة الفيروسات، في منتج واحد. في أبريل 2016، بدأت في بناء بنية نسيج الأمن حتى تتمكن منتجات أمان الشبكات المتعددة من التواصل كمنصة واحدة. في وقت لاحق من ذلك العام، أضافت الشركة منتجات إدارة الأحداث والمعلومات الأمنية (SIEM). في سبتمبر 2016، أعلنت الشركة أنها ستدمج منتجات SIEM مع أنظمة الأمان للبائعين الآخرين.
في عام 2017، أعلنت فورتينت عن إضافة مفاتيح، نقاط وصول، محللات، صناديق حماية وقدرات سحابية إلى نسيج الأمن (بالإنجليزية: Security Fabric)، بالإضافة إلى نقاط النهاية والجدران النارية. في وقت لاحق من عام 2017، أنشأت فورتينت شركة فرعية مستقلة، فورتينت فيدرال، لتطوير منتجات الأمن السيبراني للوكالات الحكومية. حصلت بالتالي على شهادات الفعالية الأمنية من خلال أن أس أس لابز. صنفت شركة غارتنر، وهي شركة أبحاث واستشارات، فورتينت ضمن أفضل ثلاث شركات في ماجيك كوادرانت (بالإنجليزية: Magic Quadrant) الخاص بجدران الحماية لشبكات المؤسسات، والتي تقيس اتجاهات السوق واتجاهاته.
في يوليو 2018، أطلقت الشركة فورتي غايت أس دي وان(بالإنجليزية: FortiGate SD-WAN)، وهي خدمة أس دي وان مملوكة لها. تم إدراج فورتغايت أس دي وان في فئة تشالنجر(بالإنجليزية: Challenger) من غارتنرز ماجيك كوادرانت (بالإنجليزية: Gartner's Magic Quadrant) للبنية التحتية لشبكة وان أدج في وقت لاحق من ذلك العام، لتنضم إلى فئة قائد في عام 2020. في وقت لاحق من عام 2018، أصدرت فورتينت فورتي غارد إي أل (بالإنجليزية: FortiGuard (AI)) لاكتشاف التهديدات الجديدة وغير المعروفة بشكل أفضل، وأعلنت أيضًا عن الإصدار 6.0 من نظام التشغيل الأمني فورتي أو أس مع إدارة مركزية محسنة وقدرات سحابة موسعة.
في مايو 2004، قدمت شركة تراند ميكرو (بالإنجليزية: Trend Micro)، وهي شركة منافسة للأمن والدفاع السيبراني، شكوى قانونية ضد فورتينت. على الرغم من أن لجنة التجارة الدولية حكمت في البداية ضد فورتينت، فإن براءات اختراع تراند ميكرو في وسط النزاع تم إعلانها لاحقًا على أنها غير صالحة في عام 2010. في عام 2005، أشارت دراسة على شبكة أوبن نت (بالإنجليزية: OpenNet) إلى أن ميانمار، التي كانت تخضع لعقوبات أمريكية، بدأت في استخدام نظام فورتيغارد الخاص بفورتيغارد للرقابة على الإنترنت. صرحت شركة فورتينت أن منتجاتها يتم بيعها من قبل بائعين تابعين لجهات خارجية، وأنهم أقروا بحظر الولايات المتحدة.
في عام 2019، نمت فورتينت إلى 21000 من عملاء وان أدج، وفقًا لتقرير غارتنر.
في فبراير 2020، أصدرت فورتينت فورتي إي أل، وهو برنامج للكشف عن التهديدات يستخدم الذكاء الاصطناعي. في يوليو 2020، أطلقت متعددة السحابة أس دي وان. في ذلك العام، اختارت شركة بي تي سيكيوريتي فورتنيت (بالإنجليزية: BT Security Fortinet) وأعضاء تحالف التهديد الآخرين كشركاء أساسيين. اعتبارًا من عام 2020، حصلت فورتينت على أكثر من 640 براءة اختراع.
كما أنه اعتبارًا من يناير 2021، كان خط فورتيغايت للجدران النارية ولا يزال المنتج الرئيسي للشركة والذي يمثل معظم إجمالي الإيرادات.

### أبحاث
في عام 2005، أنشأت فورتينت فريق أبحاث الأمن الداخلي فورتي غارد لابز(بالإنجليزية: FortiGuard Labs).
في عام 2008، أرسل باحثو فورتينت تقريرًا إلى الفيس بوك يسلط الضوء على عنصر واجهة مستخدم من زانغو (بالإنجليزية: zango) يبدو أنه يخدع المستخدمين لتنزيل برامج التجسس. بحلول عام 2014، كان لديها أربعة مراكز للبحث والتطوير في آسيا، بالإضافة إلى مراكز أخرى في الولايات المتحدة وكندا وفرنسا.
في مارس 2014، أسست فورتينت تحالف التهديد السيبراني (بالإنجليزية: Cyber Threat Alliance) (CTA) مع شبكات بالو ألتو(بالإنجليزية: Palo Alto Networks) من أجل مشاركة بيانات التهديدات الأمنية عبر البائعين. انضم إليها لاحقًا مكافي وسيمانتيك. في عام 2015، نشرت CTA ورقة بيضاء عن انتزاع فدية جدار التشفير(بالإنجليزية: CryptoWall ransomware)، والتي توضح بالتفصيل كيف حصل المهاجمون على 325 مليون دولار من خلال فدية دفعها الضحايا لاستعادة الوصول إلى ملفاتهم.
في أبريل 2015، قدمت فورتينت معلومات استخبارية عن التهديدات إلى الإنتربول من أجل المساعدة في القبض على زعيم عصابة العديد من عمليات الاحتيال عبر الإنترنت في نيجيريا؛ ذلك لأنّ عمليات الاحتيال، التي أدت إلى اختراق رسائل البريد الإلكتروني التجارية والاحتيال على الرئيس التنفيذي، كلفت شركة واحدة أكثر من 15 مليون دولار. في العام التالي، في مارس 2016، انضمت شركة فورتينت وشركة التكنولوجيا سيسكو (بالإنجليزية: Cisco) إلى الناتو في اتفاقية مشاركة البيانات لتحسين قدرات أمن المعلومات.
في يناير 2017، عملت فورتينت مع الإنتربول لإجراء تحقيق في أمن الويب في العديد من دول جنوب شرق آسيا. حدد التحقيق مواقع الويب المخترقة، بما في ذلك خوادم الويب التي تديرها الحكومة. في وقت لاحق من ذلك الشهر، اكتشف الباحثون في فورتينت برنامج تجسس خدع الضحايا من خلال انتحال صفة مصلحة الضرائب. في عام 2017 أيضًا، ساعد الباحثون في التعرف على البرامج الضارة، المسماة روتنيك (بالإنجليزية: Rootnik) وبرامج الفدية (بالإنجليزية: ransomware)، المسماة ماك راسوم، والتي تستهدف أنظمة أندرويد وماك أو أس (بالإنجليزية: Android & MacOS) على التوالي. في عام 2018، أبرمت اتفاقية لتبادل المعلومات مع الإنتربول.

## لمزيد من الإطلاع
- Martín H. Hoz Salvador؛ Ken McAlpine؛ Rick Basile؛ Bruce Matsugu؛ Josh More (27 نوفمبر 2012). UTM Security with Fortinet: Mastering FortiOS. Syngress. ISBN:978-1-59749-747-3. مؤرشف من الأصل في 2020-12-02.
- "2013 Partner Programs Guide Details: Fortinet". CRN. مؤرشف من الأصل في 2020-08-04.
- "Putting Realism into your network: A conversation with Fortinet CEO Xen Xie". Network World. 1 أبريل 2013. مؤرشف من الأصل في 2019-02-17.
- الهيئة الوطنية للأمن السيبراني
- قوانين الأمن الإلكتروني
- وكالة الأمن السيبراني وأمن البنية التحتية
- أندرويد (نظام تشغيل)
- آي أو إس#:~:text=آي أو إس (بالإنجليزية: iOS,باد بنسخة معدل فيها قياسات

## روابط خارجية
- الموقع الرسمي